# ブク川
ブク川（ブクがわ、ポーランド語: Bug [buk] ( 音声ファイル)）または西ブーフ川（にしブーフがわ、ウクライナ語: Західний Буг、ベラルーシ語: Заходні Буг）は、ウクライナ・ベラルーシ・ポーランドを流れる川である。長さ772km、流域面積73470km2。

## 地理
ブク川はウクライナ西部のポディリシカ高地を水源地とする。水源近くでは西へ流れ出ているが、流路は次第に北へと向かい、ルブリン高地の東の縁にそってブレストを通過する。次いでポドラシェ県へと入り、ワルシャワ付近でナレフ川に合流する。また、ナレフ川はこの合流地点のすぐ近くでヴィスワ川へと流入する。ブク川の中流域はウクライナ・ベラルーシ・ポーランドの国境となっている。ポーランドにおける河川の長さは587kmあり、ポーランドの川の中では4番目に長い川である。12月末から3月末までは凍結する。
川とその周辺には多数の湾曲と三日月湖があり、草地、泥炭地などの湿地と森林が発達している。一帯にはバーベル、ヴィムバブリーム、メジロガモ、ヨーロッパジシギ、ハシボソヨシキリ、カリガネと4種のコウモリが生息している。ベラルーシ領内のブク川のポリーシャ渓谷および川東側のウクライナ領内の23の湖からなるシャツク湖沼群はラムサール条約登録地である。

## 流域の主な市
- ウクライナ：ブシク、カムヤンカ＝ブズィカ（英語版）、ドブロトヴィル（ウクライナ語版）、ソスニウカ（ウクライナ語版）、チェルボノフラード（英語版）、ソカリ（英語版）、ウスティルーフ
- ベラルーシ：ブレスト
- ポーランド：ヴウォダヴァ（英語版）、テレスポル、ドロヒチン（英語版）、ヴィシュクフ（英語版）

## 日本語表記
ポーランド語による表記を日本語音写した場合は「ブク」、ウクライナ語・ベラルーシ語からの音写では「ブーフ（ブフ）」となり、かつウクライナ語・ベラルーシ語での名称には「西の」を意味する形容詞が付随するため「西ブーフ（ブフ）」となる。なお、ロシア語からの音写では「西ブーグ（ブグ）」となる。